# 索諾拉鎮區 (伊利諾伊州漢考克縣)
索諾拉鎮區（英語：Sonora Township）是位於美國伊利諾伊州漢考克縣的一個行政鎮區。

## 地方資料
根據2010年美國人口普查的數據，索諾拉鎮區的面積為97.20平方千米，當中陸地面積為92.70平方千米，而水域面積為4.50平方千米。當地共有人口482人，而人口密度為每平方千米4.96人。